# فوجیوارا نو ناکامارو
فوجیوارا نو ناکامارو (به ژاپنی: 藤原 仲麻呂 Fujiwara no Nakamaro); ۱ ژانویهٔ ۰۷۰۶ – ۱ ژانویهٔ ۰۷۶۴) شاعر، کوگه (اشراف درباری) اهل ژاپن بود.